# پایان جهان (فیلم ۲۰۱۸)
پایان جهان (به فرانسوی: Les Confins du Monde‎) یک فیلم فرانسوی محصول سال ۲۰۱۸ به کارگردانی گیوم نیکلو است. برای نمایش در بخش کارگردانان Fortnight در جشنواره کن ۲۰۱۸ انتخاب شد.

## بازیگران
- گاسپار اولیل: رابرت تاسن
- گیوم گوئی: کاوانا
- ژرارد دوپاردیو: سانتونژ
- ژوناتان کوزینیه: ستوان موسیه
- کوین جانسنس: فرمانده اورلان
- آنتونی پالوتی: کاپیتین سیربون
- وی مین پل: دائو
- ویانه دوبورک: آرمان